# Crocosmia masoniorum
Crocosmia masoniorum és una espècie de planta fanerògama de la família de les iridàcies que es caracteritza per assolir mides d'uns 12 dm de longitud i posseir fulles de 20 a 30 mm d'amplitud al costat de flors que superen els 40 mm de diàmetre. Solen habitar en colònies de grans dimensions a boscos, marges d'aquests i rius. Pot trobar-se a llocs com Limpopo, Mpumalanga o Eswatini. Crocosmia masoniorum és conegut des d'unes poques localitats a les muntanyes al nord de Encobo i Umtata a l'est de la regió del Cap. Aquí les plantes creixen en sortints rocosos humits ombrejats a la capçalera de les rieres de muntanya. En el seu hàbitat natural, l'espècie sol créixer en climes temperats freds i amb abundants pluges a l'estiu i un hivern sec i fred. El seu cultiu és resistent al fred fins a -25 ° C.

## Morfologia
Possiblement és el més bell de totes les espècies del gènere Crocosmia, C. masoniorum mereix ser més àmpliament conreat del que ho està. Rar en la natura, ha contribuït, però, a algunes de les varietats de jardí més espectaculars i híbrids. C. masoniorum és caducifoli, és planta bulbosa, que creix fins a 0,8 m d'alçada. Les fulles rígides són lanceolades i longitudinalment prisat, 25-50 mm d'ample. La tija està inclinada amb l'espiga de la floració en posició horitzontal perquè la inflorescència densa es presenta en un arc vistós. Les flors de color taronja brillant són àmpliament en forma d'embut amb la difusió dels tèpals; el tub floral és de 18-25 mm de llarg i els tèpals de propagació poden mesurar 18-30 × 5-12 mm; els estams són suberectes al centre de les flors i suaument arquejats, 30-35 mm de llarg. Les plantes floreixen a l'estiu, de desembre a gener.

## Taxonomia
La derivació del nom i alguns aspectes històrics: L'espècie es nomena en honor de l'artista eduardiana, Marianne Mason i el seu germà Edward Mason, de la universitat de Sant Beda en Umtata, que recullen l'espècie en 1911. Les plantes van ser cultivades al Jardí Botànic de la Universitat de Cambridge després d'alguns anys d'haver portat alguns corms a la Gran Bretanya per Marianne Mason. Aquesta introducció original no va prosperar, però, l'espècie sembla primer haver estat utilitzada per a la hibridació només en la segona meitat del segle xx. Fins llavors els montbretias conreats (un nom anterior per a Crocosmia) van ser derivats d'híbrids complexos entre altres tres espècies, C. aurea, C. paniculata C. pottsii..

## Galeria

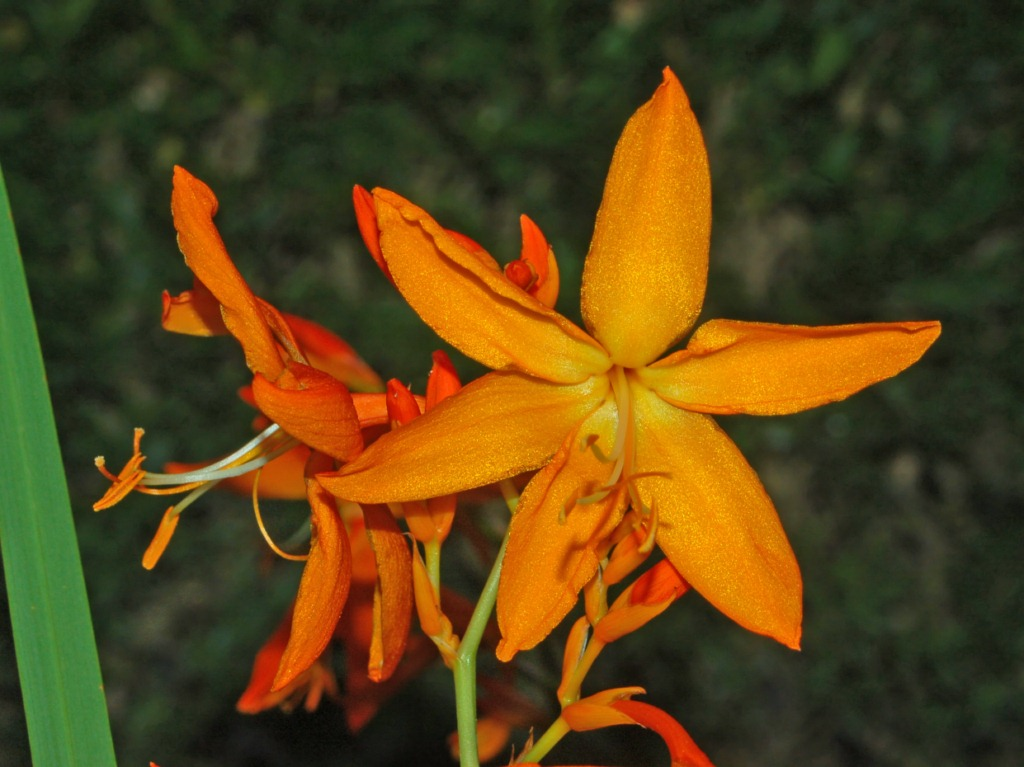
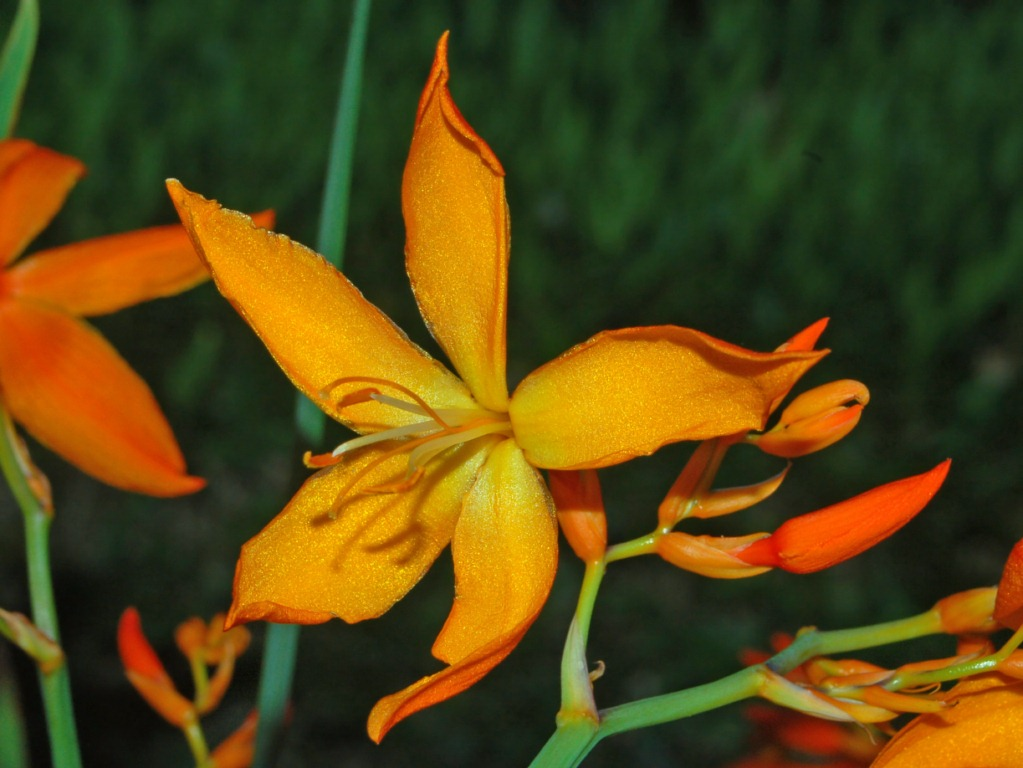
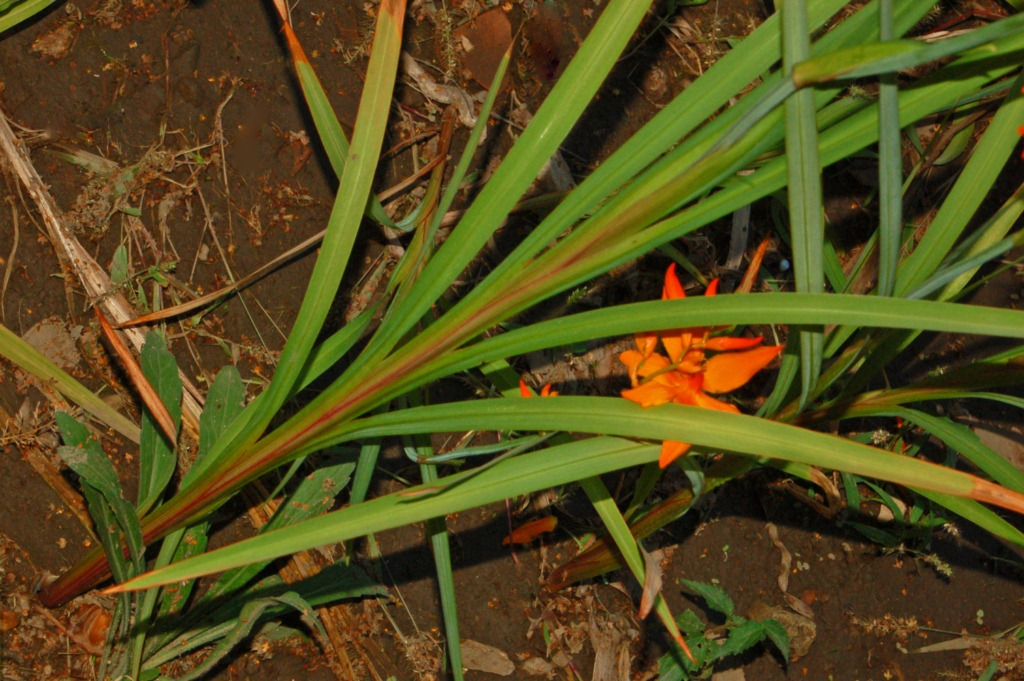
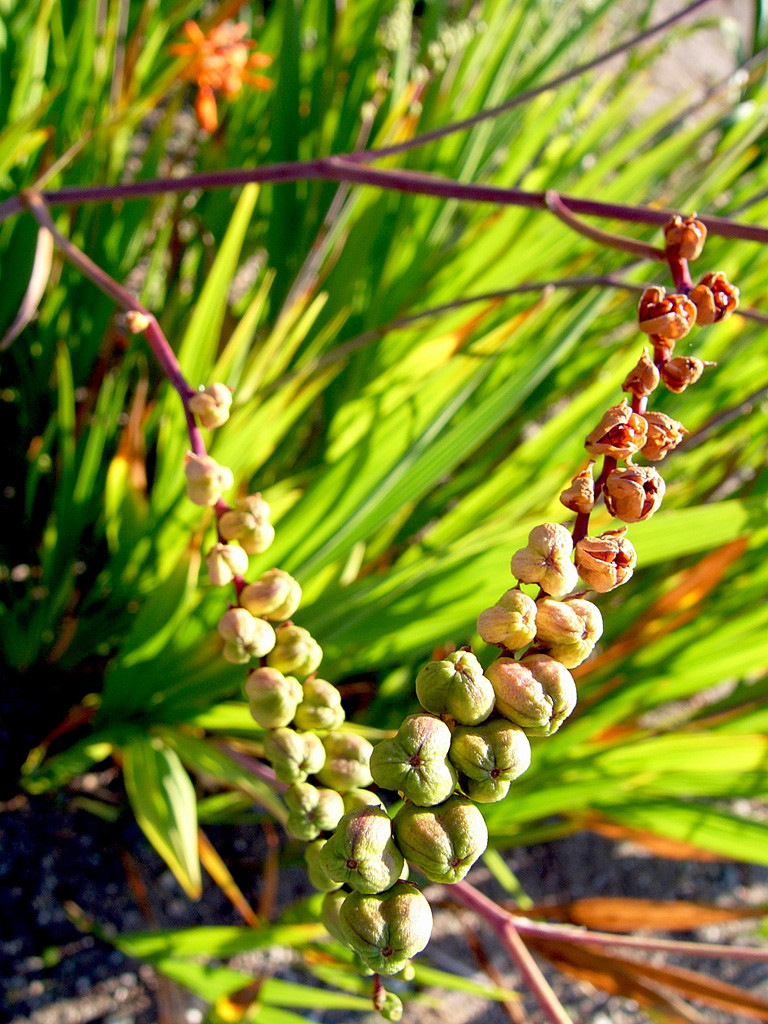